# 青春家族 (1973年のテレビドラマ)
『青春家族』（せいしゅんかぞく）は、1973年2月5日から同年3月26日までフジテレビ系列で放送されたテレビドラマ。全8回。放送時間は毎週月曜20:00 - 20:56（JST）。

## 概要
竹林に囲まれた原家は、両親が既に亡く、9人兄弟の子供たちとペットの犬2匹、アヒル2匹だけで暮らし、短大卒業近い長女・春子が兄弟の母親代わりを務めている。その9人兄弟を中心に展開するホームドラマ。
1989年にNHK総合テレビの『連続テレビ小説』で放送された『青春家族』とは関係無い。

## 出演者
- 原春子：田中真規子
- 原一郎：中村光輝
- 原夏子：上原ゆかり
- 原秋子：植田多華子
- 原二郎：武田真治
- 原三郎：武田浩志
- 原冬子：北村佳子
- 原四郎：田中雄哉
- 原五郎：田中厚司
- 吉岡：岸部シロー
- 立花竜太郎：福崎和宏
- 中島律子（春子の友人）：中川恭子
- 広川信子：金子美智代
- 青山由美子：神保共子
- 岩夫：小野田功
- 稔：徳川清
- 洋太郎：三田村賢二
- （役名不明）：小沢弘治
- （役名不明）：益田喜頓

## スタッフ
- 脚本：横田弘行
- 演出：和田圓
- 制作：フジテレビ

## 放送局
以下、特記の無い限り全て放送時間は月曜 20:00 - 20:55、同時ネット。
- フジテレビ（制作局）
- 北海道文化放送[1]
- 秋田テレビ[2]
- 山形テレビ[2]
- 仙台放送[2]
- 福島テレビ：月曜 16:00 - 16:55[3]
- 富山テレビ[4]
- 石川テレビ[4]
- 福井テレビ[4]
- 長野放送[5]
- テレビ静岡[6]

- 東海テレビ[7]
- 関西テレビ[8]
- 山陰中央テレビ[9]
- 広島テレビ[10]
- テレビ愛媛[10]
- テレビ西日本[11]
- サガテレビ[11]
- テレビ大分[12]
- テレビ熊本[13]
- 沖縄テレビ[14]

## 主題歌
『ラララ青春』歌：ヨーコとクミコ、いずみたくシンガーズ（作詞：横田弘行、作曲・編曲：いずみたく　テイチク）

## 前後番組
| フジテレビ系 月曜20時枠 | フジテレビ系 月曜20時枠 | フジテレビ系 月曜20時枠 |
| 前番組                  | 番組名                  | 次番組                  |
| ----------------------- | ----------------------- | ----------------------- |
| 泣くな青春              | 青春家族                | 陽はまた昇る            |

| スタブアイコン | サブスタブ | この項目は、まだ閲覧者の調べものの参照としては役立たない、テレビ番組に関連した書きかけの項目です。この項目を加筆・訂正などしてくださる協力者を求めています（P:テレビ/PJ:放送または配信の番組）。 |